# Щирба Тарас Михайлович
Тарас Михайлович Щирба (20 липня 1985 — 29 листопада 2022, біля смт Курдюмівка, Донецька область) — український військовослужбовець, солдат Збройних сил України, учасник російсько-української війни. Почесний громадянин міста Тернополя (2022, посмертно).

## Життєпис
Тарас Щирба народився 20 липня 1985 року.
Працював у КП «Тернопільміськсвітло». Брав участь в АТО/ООС, був поранений. Загинув 29 листопада 2022 року стримуючи збройну агресію ворога біля смт Курдюмівка на Донеччині.
Похований 5 грудня 2022 року на Алеї Героїв Микулинецького кладовища м. Тернопіль.
Залишилася дружина та троє дітей.

## Нагороди
- почесний громадянин міста Тернополя (19 грудня 2022, посмертно) — за вагомий особистий внесок у становленні української державності та особисту мужність і героїзм у виявленні у захисті державного суверенітету та територіальної цілісності України[1].